# Tīzh Tīzh
Tīzh Tīzh (persiska: تیژ تیژ) är en ort i Iran.   Den ligger i provinsen Kurdistan, i den nordvästra delen av landet, 400 km väster om huvudstaden Teheran. Tīzh Tīzh ligger 1 647 meter över havet och antalet invånare är 282.
Terrängen runt Tīzh Tīzh är lite kuperad. Runt Tīzh Tīzh är det ganska tätbefolkat, med 144 invånare per kvadratkilometer. Närmaste större samhälle är Shūyesheh, 4,3 km söder om Tīzh Tīzh. Trakten runt Tīzh Tīzh består i huvudsak av gräsmarker.